# Staroněmecký voláč
Staroněmecký voláč je plemeno holuba domácího vyšlechtěné pro okrasný chov. Je to mohutný pták charakteristický velkým, kulovitým voletem, zkrácenýma nohama a vodorovně neseným trupem s velmi dlouhou zadní částí a křídly, které dosahují až na konec ocasu. Trvalé nafouknutí volete jej řadí mezi voláče, mezi nimiž patří mezi ty největší. V seznamu plemen EE je zařazen právě mezi voláče a to pod číslem 0301.

## Charakteristika
Je to holub velkého tělesného rámce, celková délka těla od špičky zobáku až po konec ocasu může činit až 50 cm. Má nízce klenutou hlavu s dobře zakulaceným záhlavím,, zobák je delší, široce nasazený, se slabým ozobím. Oční duhovka je většinou žlutočervená, jen u bílých staroněmeckých voláčů vikvová. Obočnice jsou jen úzké. Krk je velmi dlouhý a poskytuje dostatečný prostor pro obrovské vole kulovitého tvaru, které je ve své dolní části jen lehce podvázané. Trup je mohutný, široký a velmi dlouhý, vodorovně nesený. Křídla jsou velice dlouhá, často zcela nekryjí hřbet a jejich letky dosahují konce ocasu. Měla by být složená na ocase, a ne vlečena po zemi. Ocas je dlouhý a široký, nohy velmi krátké a silné, s neopeřenými běháky. Opeření je dlouhé a volné, jeho zbarvení se hodnotí až na posledním místě, požadovány jsou však syté a čisté barvy. Staroněmecký voláč se chová v rázu bílém, celobarevném černém, plnobarevném červené a žluté barvě, v pruhové, kapraté a tmavé kresbě v modré, stříbřité, červené a žluté řadě v kresbě stříkané a tygří v těchto barvách.
Staroněmecký voláč se chová především v Německu. Podobným plemenem je maďarský voláč, který je však ještě větší. Je to pták živého temperamentu.